# 下ビルマ

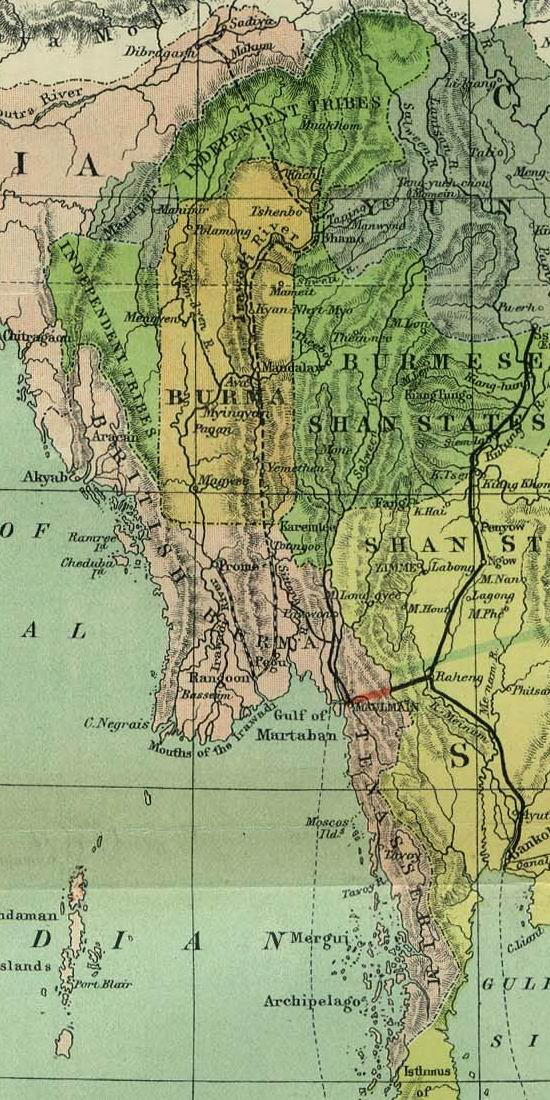
上ビルマをオレンジ色、下ビルマをピンク色で示したイギリスの地図

下ビルマ（Lower Burma, ビルマ語: အောက်မြန်မာပြည်）はミャンマー（ビルマ）の地域名で、エーヤワディー川流域の平原部のうち下流域を指す。

## 地理
本来「上ビルマ」「下ビルマ」は明確な境界が存在しない地理的呼称として用いられていたが、ヤンゴン地方域、バゴー地方域、エーヤワディ地方域、モン州に相当する地域「ペグー」がイギリスに割譲された後、明確な境界を持つ土地区分としての意味合いも有するようになった。
下ビルマは熱帯雨林気候に属し、イギリス植民地時代以降、エーヤワディー・デルタの干拓によって水田が大幅に増加した。

## 歴史
1852年の第2次英緬戦争の後、コンバウン王朝はイギリスにエーヤワディー川下流域のペグーを割譲する。1885年の第3次英緬戦争の結果ビルマ全土がイギリスの植民地とされると、政治・社会・経済の中心地は上ビルマから下ビルマのヤンゴンに移る。